# Virgin Atlantic
Virgin Atlantic, je britanski zračni prijevoznik u većinskom vlasništvu Virgin grupacije čiji je osnivač i vlasnik Sir Richard Branson. Virgin grupacija posjeduje 51% udjela u ovom zračnom prijevozniku dok je ostatak u vlasništvu američkog Delta Air Linesa. Sjedište kompanije je u Crawleyu, Engleska, u blizini zračne luke Gatwick. Kompanija je utemeljena 1984. i bila je originalno zamišljena za letove od Londona do Falklandskih otoka. Prvi let od Londona (Gatwick) do New Yorka (Newark) obavljen je 22. lipnja 1984.
Virgin Atlantic koristi mješovitu flotu Airbus i Boeing širokotrupnih zrakoplova i leti između Ujedinjenog Kraljevstva, Sjeverne Amerike, Kariba, Afrike, Bliskog istoka, Azije i Australije. Osim Gatwicka, svog glavnog središta, koriste i zračnu luku Heathrow te zračnu luku u Manchesteru.
U 2012. Virgin Atlantic je prevezao 5,4 millijuna putnika, što ga čini sedmim najvećim britanskim zračnim prijevoznikom u pogledu broja prevezenih putnika. U veljači 2013. su objavili godišnji operativni gubitak u iznosu od 128,4 milijuna GBP.
Virgin Atlantic je od svog osnutka bio rival British Airwaysu, budući je BA do tada bio jedini britanski prijevoznik koji je povezivao UK sa Sjevernom Amerikom, Karibima i Dalekim istokom.

## Flota
Prosječna starost flote zrakoplova Virgin Atlantica je 9,7 godina (listopad 2014.). U kolovozu 2002. Virgin je postao prva kompanija kojoj je isporučen novi zrakolpov Airbus A340-600. 
Virgin Atlantic ima narudžbe za Boeing 787-9 i Airbus A380-800 zrakoplove koji će biti isporučeni tijekom 2014. odnosno 2018.
Virgin Atlantic flota se sastoji od sljedećih zrakoplova (14. studenoga 2015.):
| Zrakoplov       | U floti | Naručeno | Opcije | Broj putnika | Broj putnika | Broj putnika | Broj putnika | Bilješke                          |
| Zrakoplov       | U floti | Naručeno | Opcije | J*           | W*           | Y*           | Ukupno       | Bilješke                          |
| --------------- | ------- | -------- | ------ | ------------ | ------------ | ------------ | ------------ | --------------------------------- |
| Airbus A330-300 | 10      | —        | —      | —            | 59           | 255          | 314          |                                   |
| Airbus A330-300 | 10      | —        | —      | 33           | 48           | 185          | 266          |                                   |
| Airbus A340-600 | 11      | —        | —      | 45           | 38           | 225          | 308          |                                   |
| Airbus A380-800 | —       | 6        | 6      | TBA          | TBA          | TBA          | TBA          | Prve isporuke 2018.               |
| Boeing 747–400  | 11      | —        | —      | 44           | 62           | 261          | 367          |                                   |
| Boeing 747–400  | 11      | —        | —      | 14           | 58           | 379          | 451          |                                   |
| Boeing 747–400  | 11      | —        | —      | 14           | 66           | 375          | 455          |                                   |
| Boeing 787–9    | 7       | 10       | 5      | 31           | 35           | 198          | 264          | Prva isporuka 09. listopada 2014. |
| Total           | 39      | 16       | 11     |              |              |              |              |                                   |

* J, W i Y su kodovi koji označavaju klasu sjedala u zrakoplovima, a određeni su od strane Međunarodne udruge za zračni prijevoz. 

## Nesreće i incidenti
- Dana 5. studenoga 1997. nakon brojnih neuspiješnih pokušaja da oslobodi stajni trap Virgin Atlantic Airbus A340-300 (G-VSKY) je prisilno sletio na London Heathrow zračnu luku. Zrakoplov je pretrpio velika oštećenja motora 1, 2 i 4, koji su dodaknuli pistu tijekom prisilnog slijetanja. Isto tako, oštećena je i sama pista. Zrakoplov je uspješno evakuiran. Dva člana posade i pet putnika je lakše ozljeđeno tijekom evakuacije.[9]
- Dana 8. veljače 2005. Virgin Atlantic Airbus A340-600 (G-VATL) na letu iz Hong Konga za Heathrow došlo je do kvara na sustavu transfera goriva između tankova. Vanjski lijevi motor je izgubio snagu, a ubrzo zatim i desni vanjski. Posada je počela ručno prebacivati gorivo između tankova te preusmjerila zrakoplov u Amsterdam. Uspješno su sletjeli bez oštećenja i ozljeda.[10]